# Schmeerhörn

Schmeerhörn: Gasthaus um 1900

Schmeerhörn (auch: Schmerhörn) ist ein kleiner Ortsteil der Gemeinde Altenhof bei Eckernförde, der nur aus einem Hauptgebäude und einem mit ihm verbundenen Nebengebäude besteht. Der Ort liegt in unmittelbarer Nähe des ehemaligen Bahnhofs Altenhof. Schmeerhörn und Bahnhof weist die Gemeinde Altenhof als zwei getrennte Ortsteile aus.
Am 21. April 1848 fand in diesem Bereich und in Sandkrug (Eckernförde) das Gefecht bei Altenhof zwischen der Königlich Dänischen Infanterie und Truppen des v. d. Tann’schen Freicorps statt, an die heute noch ein Gedenkstein in Schmeerhörn (damals: Strandwache) erinnert.
Das reetgedeckte Walmdach-Haus aus dem Jahre 1640 diente in seiner Geschichte als Wohngebäude, als Strandwärtergebäude, weswegen es auch 1848 auf einer zeitgenössischen Karte über das Gefecht als Strandwache bezeichnet ist, als Tischlerkate und wiederholt als Gaststätte bzw. Restaurant, seit Ende des Zweiten Weltkrieges als Wohngebäude, als Restaurant und als Café.
Das Nebengebäude wurde um das Jahr 1969 mit dem Hauptgebäude verbunden; hier befindet sich heute der Eingangsbereich des Hauses.
Zu Schmeerhörn gehört der Hochseilgarten Altenhof im anschließenden Waldgebiet. Die Ortschaft ist Teil des „Landschaftsschutzgebietes Küstenlandschaft Dänischer Wohld“.